# Мој крвави Дан заљубљених (филм из 1981)
Мој крвави Дан заљубљених (енгл. My Bloody Valentine) је канадски хорор филм из 1981. режисера Џорџа Михалка, са Лори Халије, Полом Келманом и Нилом Афлеком у главним улогама. 2009. године снимљен је римејк овог филма под истим називом.

## Радња
Када градоначелник и његова помоћница пожеле да поново, после 20 година, организују плес за Дан заљубљених, претње ће се заменити убиствима, а иза свега стоји једна веома тужна и добро прикривена тајна.

## Улоге
| Глумац           | Улога                 |
| ---------------- | --------------------- |
| Пол Келман       | Џеси Ханигер - Ти Џеј |
| Лори Халије      | Сара Палмер           |
| Нил Афлек        | Аксел Палмер          |
| Синтија Дејл     | Пети                  |
| Дон Френкс       | Шериф Џејк Њубеј      |
| Кејт Најт        | Холис                 |
| Алф Хамфриз      | Ховрад Ландерс        |
| Патрише Хамилтон | Мабел Осбурн          |